# ピアノ五重奏曲第1番 (フォーレ)

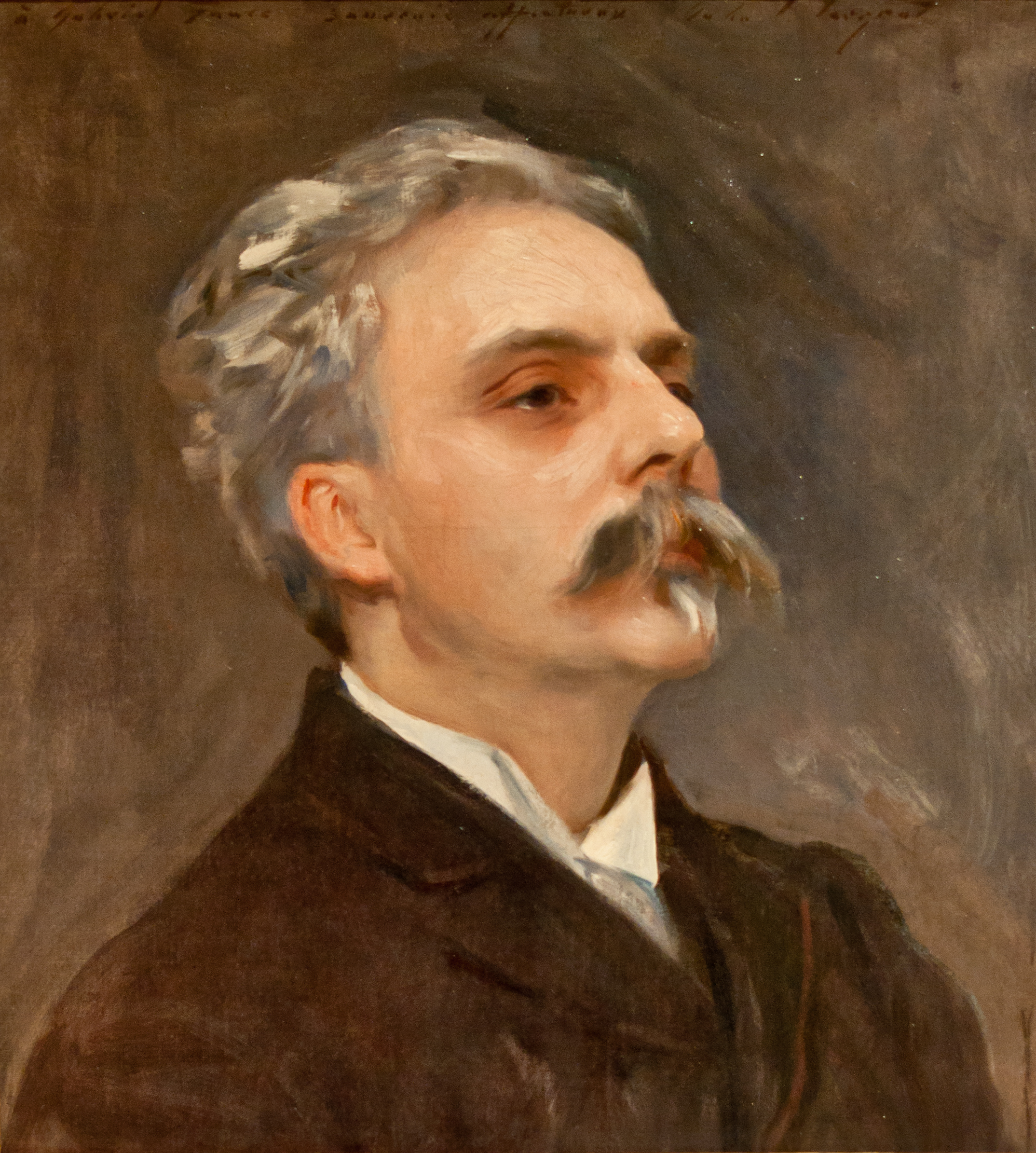
ジョン・シンガー・サージェントによるフォーレの肖像画（1889年ごろ）

ピアノ五重奏曲第1番(仏: Quintette pour piano et cordes nº 1) ニ短調 作品89は、近代フランスの作曲家ガブリエル・フォーレ（1845年 - 1924年）が1905年に完成したピアノと弦楽四重奏（ヴァイオリン2、ヴィオラ、チェロ）のための室内楽曲。全3楽章からなり、演奏時間は約32分。
フォーレのピアノ五重奏曲は2曲あり、1906年に第1番が、その15年後の1921年に第2番が初演されている。

## 作曲の経緯

### 中断まで

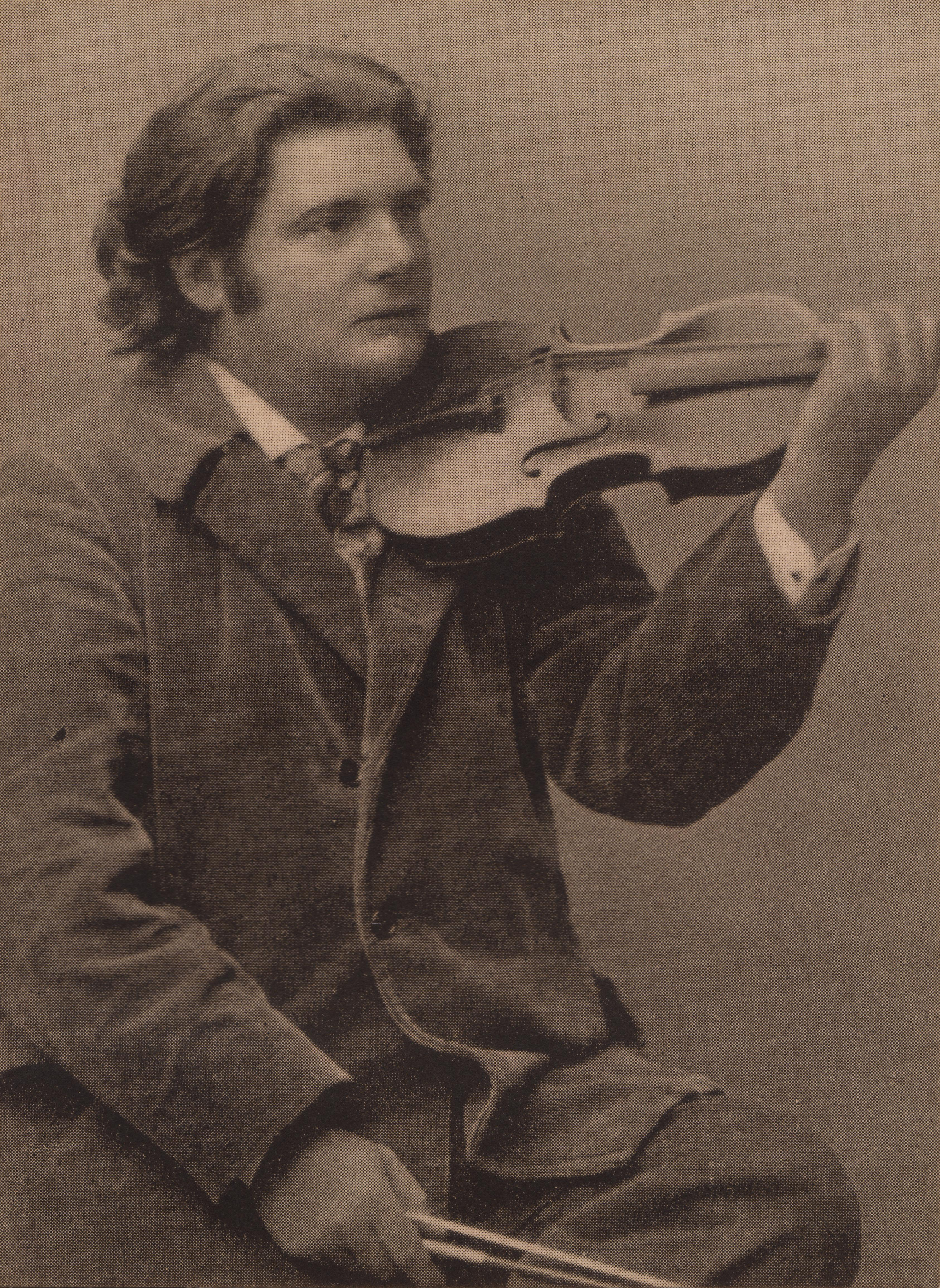
曲の初演者となったウジェーヌ・イザイ（1858年 - 1931年、1913年ごろ）

ピアノ五重奏曲第1番の作曲期間は、およそ1890年から1894年にかけての5年間と1903年から1905年にかけての3年間に分かれており、二つの期間の間には長い中断が挟まれている。
ピアノ四重奏曲第2番の初演後まもない1887年9月、友人のマルグリート・ボニーに宛てたフォーレの手紙によれば、フォーレはピアノと弦楽器のための新たな作品を構想し始めた。1887年夏のスケッチ帳の中に、この作品の第3楽章で用いられることになる主題がヘ長調で記されている。
当初はピアノ四重奏曲としてスケッチされたこの曲は、やがて第2ヴァイオリンをつけ加えたピアノ五重奏曲に編成が拡大された。
これについて、日本の音楽学者丸山亮は、フォーレが筆を進めていくうちに、楽想が四重奏には収まりきらない五重奏の形をとってくるのに気づいたとする。
一方、フランスのフォーレ研究家ジャン＝ミシェル・ネクトゥーは、ベルギーのヴァイオリニスト、ウジェーヌ・イザイ（1858年 - 1931年）との親交が関係しているとする。イザイは自身のソロ活動とともに弦楽四重奏団(en:Ysaÿe Quartet (1886))を率いており、1888年及び1889年にブリュッセルでフォーレのヴァイオリンソナタ第1番と2曲のピアノ四重奏曲をフォーレと共演していた。
五重奏曲の草稿は1890年の終わりごろにはかなり書き進められており、フォーレの次男フィリップによれば、アレグロとアンダンテの楽章がほぼ同時期に書かれていたという。

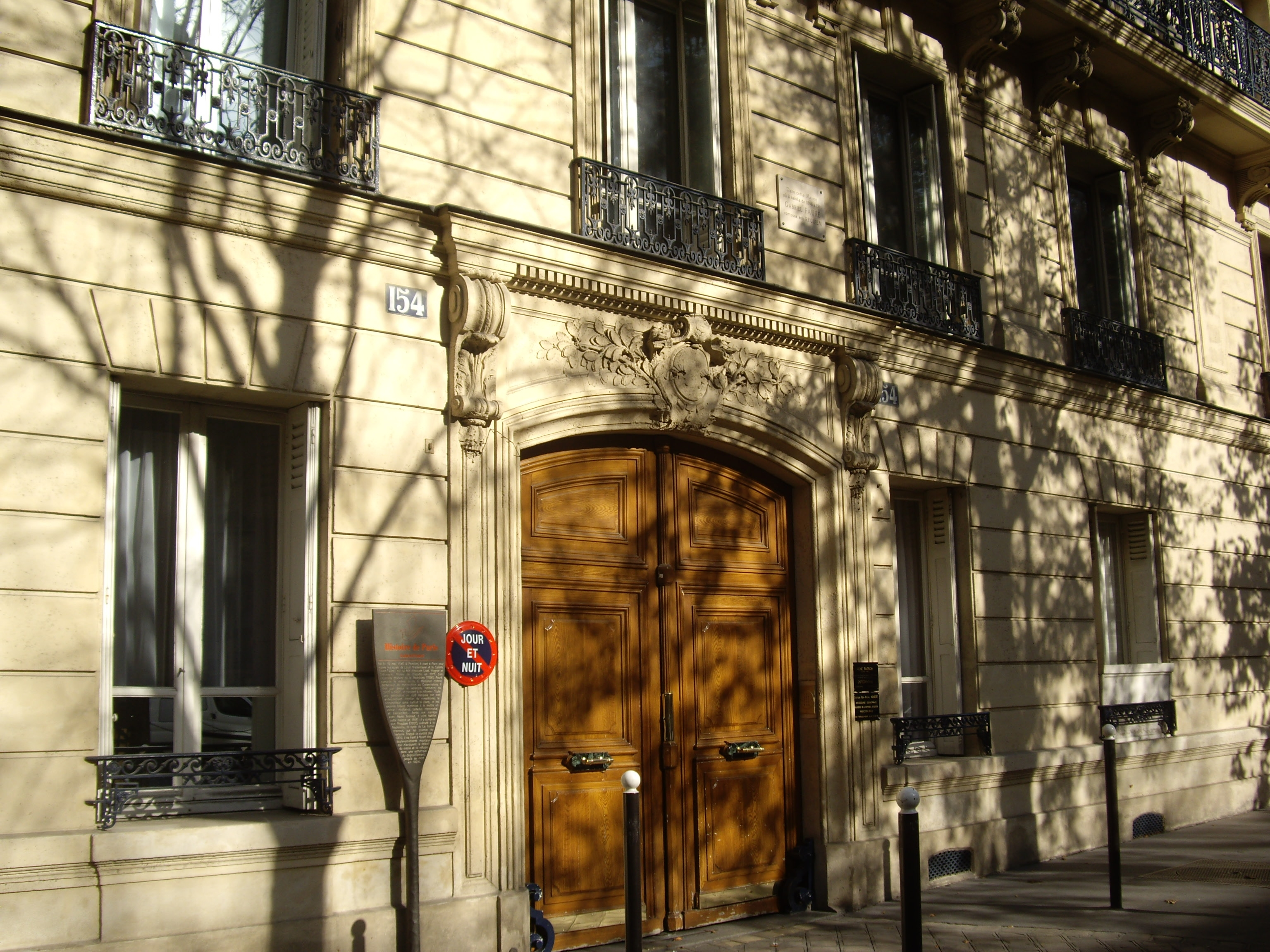
パリ・マルゼルブ大通り(:fr:Boulevard Malesherbes)のフォーレの家（1886年 - 1911年）

このころイザイは彼の弦楽四重奏団のメンバーとともにパリのフォーレ宅を訪れ、書き上げられた部分を試演した。このときの様子をフィリップは次のように述べている。

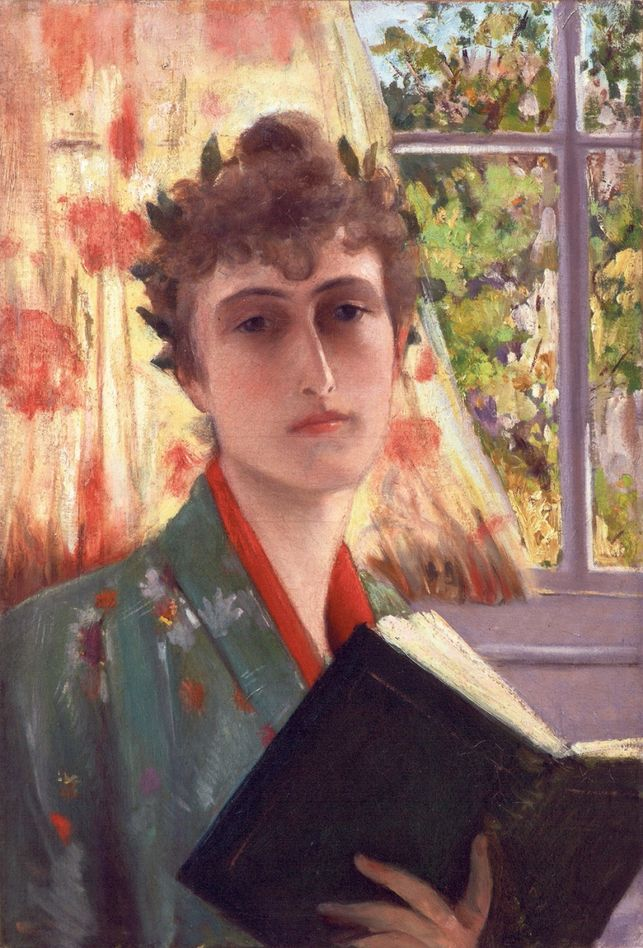
ポリニャック公爵夫人ウィナレッタ・シンガー（1865年 - 1943年、1885年の自画像）

五重奏曲の作曲は一時中断され、フォーレは1891年5月から初めてヴェネツィアに滞在する。現地で後のポリニャック公爵夫人ウィナレッタ・シンガー（1865年 - 1943年）に迎えられたフォーレは、同年9月にポール・ヴェルレーヌの詩に基づく『5つのヴェネツィアの歌』（作品58）を完成する。
また、エンマ・バルダックとの交際から、1892年から1894年にかけて連作歌曲『優しい歌』（作品61）を作曲し、このことでフォーレ夫妻の間には気まずい雰囲気が流れ始めた。
1894年6月、フォーレはポリニャック公爵夫人に宛てた手紙に「（五重奏曲が）完成するまでは決してこの曲から離れない」という固い決意で臨み、出版社のアメル社は1896年の春にこの曲が作品番号60として目下印刷中であると公表した。
この間、1894年の7月には夜想曲第6番、同年9月には舟歌第5番と、フォーレの「第二期」を代表するピアノ曲が完成されている。
しかし、ピアノ五重奏曲の筆は進まず、フォーレはまたしても作曲を中断、長らく放置されることになった。

### 再着手
ピアノ五重奏曲第1番の作曲が再開されたのは1903年で、フォーレ58歳のときである。
前年の1902年秋からフォーレはスランプに陥っていた。
フォーレの友人エミリ・ジレットの日記では、フォーレの疲れ果てた状態について「ひどい偏頭痛に苦しみ、黄ばんだ顔で、光のない眼、……とにかく驚くような」と記している。
なお、ピアノ五重奏曲第1番の中断期間中に書かれたフォーレの主な作品として、『主題と変奏』（1895年）、連弾組曲『ドリー』（1896年）、『ペレアスとメリザンド』（1898年）、悲歌劇『プロメテ』（1900年）などがある。
1903年3月からフォーレは「フィガロ」紙の音楽批評を担当し、4月にはレジオンドヌール勲章（勲四等）を授与された。一方で、晩年のフォーレを悩ませることになる聴覚障害の兆候が同じ年の夏から始まっている。
この年からフォーレは夏の休暇をスイスで過ごすようになり、これは1914年まで続くことになる。
ネクトゥーは、フォーレはスイスに特別の愛着を示し、この国の湖が持つ静まり返った美しさは、彼の内なる夢を掻き立てつづけたとする。
1903年8月、スイス滞在が始まると、フォーレは新しい作品を書き始めた。当初はヴァイオリンソナタが念頭にあったが、その後これはピアノ五重奏曲第1番の緩徐楽章となっていき、この年から3年間の夏を通じてこの曲は完全に書き改められ、さらに新しい部分がつけ加えられた。
1905年の夏、チューリヒのシュテルンヴァルテ荘でフォーレはピアノ五重奏曲第1番を完成させた。
このとき、舟歌第7番も作曲している。
同年10月、「ラヴェル事件」によって辞任したテオドール・デュボワの後任として、フォーレはパリ音楽院の院長に就任する。またこのためにマドレーヌ寺院の主席オルガニストと音楽学校視学官を辞任している。

### フォーレの手紙から
スイス滞在中にフォーレは妻マリーに宛てて頻繁に手紙を書き、ピアノ五重奏曲第1番の進捗状況を伝えている。このうち1903年にローザンヌから出された手紙には、フォーレの音楽や室内楽ジャンルに対する姿勢が表明されている。
翌1904年、チューリヒからの手紙では、作曲が難航し呻吟している様子が伝えられている。

## 初演・出版
1906年3月23日、ブリュッセルのセルクル・アルティスティク(Cercle artistique)にて初演。パリ初演は1906年4月30日、サル・プレイエルにて。いずれもフォーレのピアノとイザイ四重奏団（ウジェーヌ・イザイ、エドゥアル・ドリュ（Édouard Deru）、レオン・ヴァン・ホウト（Léon van Hout）、ヨゼフ・ヤコブ（Joseph Jacob）の演奏による。
ブリュッセルでの初演当日、フォーレは妻に宛てた手紙に次のように記している。
曲は試演時の約束どおり、イザイに献呈された。
1907年、ニューヨークのシャーマー社から出版。
なお、フォーレは1906年にアメル社からウージェル社に出版契約を移しており、シャーマー社からの出版は試験的なものだった。この後1913年までの間、フォーレの作品はウージェル社から世に送り出されることになる。

## 特徴

### 位置づけ
フォーレの創作期間はしばしば作曲年代によって第一期（1860年 - 1885年）、第二期（1885年 - 1906年）、第三期（1906年 - 1924年）の三期に分けられる。ピアノ五重奏曲第1番は、このうちの「第二期」に属する作品である。
フランスの哲学者ウラジミール・ジャンケレヴィッチは、この作品の作曲過程のうち、中断に至った
1891年から1895年にかけての時期は、フォーレの生涯にあって「楽想の輝きわたる美しさと想像力の豊かさ、独創性あふれる音楽語法、そして霊感の成熟度が最高の境地で一体化した、幸福な実りある年月」であったとして、歌曲集『優しい歌』（作品61、1892年）、ピアノ曲夜想曲第6番（作品63、1894年）、同舟歌第5番（作品66、1895年）を挙げ、ピアノ五重奏曲第1番もそうした傑作のひとつと見なしている。
同時にこの作品は、フォーレの室内楽作品としてもこれまでのヴァイオリンソナタ第1番及び二つのピアノ四重奏曲とは明らかに異なり、従来の作風を転換して、来る「第三期」の前触れとなる重要な位置を占めている。
日本の音楽学者である平島三郎は、この曲について「みずみずしい旋律にあふれ、旋律と和声と匂い立つ情感が、あの円熟の諸作につながる。しかもそこで線を重ね、組み合わせるポリフォニーへの配慮は、いっそうの熟考をひそめていて、これはのちの6曲に通じる道を開いたものといえそうである。」と述べている。
とはいえ、フォーレのピアノ五重奏曲第1番はその優れた内容にもかかわらず、1921年に書き上げられた第2番が好評を博したことと比較すると、今日に至るもなおその真価が認められているとは言いがたい。
『クラシック音楽史大系7　ロシアとフランスの音楽』でフォーレの項を担当したロナルド・クライトンは、
この曲がパリでなく、ニューヨークに所在するシャーマー社から出版されたことが、フランスであまり普及しなかった理由ではないかと推測しているが、ネクトゥーはこれを一因と見なすことは可能としても、「同社がフランスにおいてもこの作品を販売していたことを思えば、そのすべての原因が出版社にあるとはいえない。」としている。

### 音楽
フォーレのこれまでの室内楽曲ではソナタの通常である4楽章構成にしたがってきたが、ピアノ五重奏曲第1番では3楽章構成を採った。これについてネクトゥーは、この曲の第1楽章の終わりと第2楽章の始まりの雰囲気が似ているために、その間にスケルツォ的な楽章が望まれるとする。
一方、丸山は「スケルツォを欠くこの曲は、フィナーレの第3楽章に見合いの軽みと喜ばしさを与えることで調和をとっている」とし、問題を認めていない。
また、各楽章は速度の上での対比を弱めており、全体に劇的な効果を遠ざけている。
この作品でフォーレは半音階的な流動を好んで用いており、各区分内の経過を在来のパターンでは処理しない。加えて、フォーレの展開方法は動機を細分して操作するのでなく、あるまとまりをもって変容させてゆくため、ソナタ形式にしたがいつつも提示部後半の進行からすでに展開を思わせるなど、楽章間の対比だけでなく、各区分の対比も弱められている。
これらによってピアノ五重奏曲第1番は、「濃密なテクスチュアからしっとりとした情感がにじみ出してくる」、「透明で純音楽的な感動を誘う」（いずれも丸山）音楽となっている。
こうした手法は、後の第三期の室内楽曲にも受け継がれてゆく。
ネクトゥーは、フォーレが「彼の室内楽作品において、主題要素をいとも簡単に変形し、組み合わせ、重ね得ているのは、基本となる主題の旋律線やリズムを決定する前に、主題の可能性を徹底的に追求しているからだ。」と述べており、その例として、この作品の第1楽章を挙げている。
クライトンもまた第1楽章について「フォーレが長いパラグラフを書く技術、そしてタイミングよく決め手となる和音を鳴らすことに対する本能的なセンスがよく出ている」としている。
丸山は、この曲の作曲過程において、再着手から完成までなお3年という年月がかかったことはフォーレの苦労を物語っていると指摘しており、加えて、フォーレが作曲を再開した1903年の夏に聴覚障害の兆候に見舞われたことについて、「これは彼の死に至るまで悪化する一方で、音楽家に耐えがたい苦悩を強いるようになる。そうした逆境に打ち克った記念碑」がこの五重奏曲であるとしている。

### 各楽章について
第1楽章はフォーレの音楽でもっとも感覚的な美しさを持ち、その雰囲気は終わりまで持続する。
とくに冒頭部分は、フォーレの室内楽作品の中でもとりわけ美しいものの一つに数えられ、丸山によれば、第1楽章の第1主題はフォーレの全室内楽作品中でももっとも官能的に響く。
第2楽章は、第1楽章とは対照的に単一性が重んじられている。
クライトンによれば、「人間の深い感情が確かな腕に支えられて、高揚された次元で歌われる」。また、拡大されたコーダの見事さも特筆される。
丸山は、「（第2楽章に）あふれる悲愁は、フォーレの失われてゆく聴覚を惜しむ気持ちの表れか。この透明な音の果てにひそんだ情感こそ、音楽の至高な領域に根ざすものだ」と称賛している。
第3楽章は「明るく、しかし節度を失うことのない、簡潔かつ自由な終曲」（平島）である。
内面的な感情を表した二つの楽章のあとに、開放感に満たされた民衆的な楽想が繰り広げられる。
この終曲についてクライトンは、速度がモデラートでスケールの大きい先行楽章に見合うようなスケルツォとフィナーレを考えることは明らかに困難であること、第1主題を除くとこの楽章の他の素材はあまり面白くなく、鋭い対照にも欠け、音楽全体をわずかにぼやけたものにしているとして、「すべての批評家の気に入るものではない」と述べる。
しかしネクトゥーは、「この終曲における作曲者の見事な手腕は、そのバランス感覚と形式面における創造性の点で、師サン＝サーンスの影響を思わせるが、やがてそれはフォーレの弟子ラヴェルに受け継がれてゆくのである。すべては理にかなって書かれており、作曲者の確かな手応えが感じられる。マルセル・プルーストの言う、《火の神のなせるわざ》なのである。」と擁護している。
なお、フォーレはこの楽章の第1主題について、ベートーヴェンの交響曲第9番のフィナーレに似ていることを気にしていたが、この二つの主題に共通性はほとんど見いだせない。
クライトンは、現代の人間はむしろセザール・フランクのヴァイオリンソナタを思い出すとしている。

## 構成

### 第1楽章
モルト・モデラート　ニ短調、4/4拍子、ソナタ形式。
冒頭のピアノのきらめくようなアルペジオは、丸山によって「時々刻々と彩りを変えてゆくオーロラ」に例えられている。
第2ヴァイオリンによって第1主題が単純で均整の取れた姿を現し、これに他の弦が加わってゆるぎない線を確保する。第2主題はニ短調の主調のまま、弦楽四重奏によりフォルティッシモで激しくたたみ込むように示される。
第1主題
第2主題
ピアノの副次的な動機が第2主題の提示をしめくくるが、この動機は『5つのヴェネツィアの歌』を思わせるもので、曲がスケッチされていた時代を物語っている。
展開部に入ると、ピアノの3連音に乗って第2ヴァイオリンが新しい楽想を示し、先の二つの主題と対位法的に扱われる。
展開部より
ピアノにアルペジオが戻ると再現部となり、第1主題と第2主題が弦によって同時に歌われる。提示部よりも切迫した雰囲気となって、やがてニ長調に転じる。
コーダは第1主題がニ長調で出て第二の展開部のように扱われ、柔らかく落ち着いた雰囲気の中で第2主題の断片でしめくくる。

### 第2楽章
アダージョ　ト長調、12/8拍子。
12/8拍子のAと4/4拍子のBが交替するABAB+コーダの歌謡形式。
子守歌のような物静かに揺れるリズムに乗って第1ヴァイオリンが第1主題を歌い出し、これにピアノの分散和音が寄り添う。5つの楽器の線が緩やかに絡み合いながら、和声は微妙な移ろいを見せる。
第1主題
全休止を経て4/4拍子に変わると、ピアノに第2主題が現れる。ネクトゥーはこの第2主題について、「クリスタルな響き」と表現している。
ヴィオラがこれを模してゆき、この主題はさまざまな表情に変化させられる。
第2主題
12/8拍子に戻ると第1主題が弦のユニゾンで高揚してゆき、やがて第2主題が壮大に再現する。
コーダでは、柔らかな雰囲気の中で第2主題の輪郭を浮かび上がらせる。

### 第3楽章
アレグレット・モデラート　ニ長調、2/2拍子、ロンド形式から派生した自由なソナタ形式。
弦のピチカートを伴いつつ、舞曲風な第1主題がピアノによって示される。
第1主題
この主題は1887年にすでにスケッチされていたもので、クライトンはこの主題を「カリヨン（鐘）の模倣」とし、丸山は「ピアノの2オクターヴにわたるユニゾンが放つ香気によって運ばれてくる」と述べている。
ここから第1主題に基づく展開となり、一連の変奏がつづく。
なお、第1主題は3度再現するが、再現のたびに楽器法が変化する。
第2主題はロ短調で、第1ヴァイオリンの強く引き延ばされた音と跳躍のある楽想がめまぐるしく転調してゆく。
ネクトゥーは、この主題はフォーレの後のオペラ『ペネロープ』の勝利感あふれるユリースのテーマを予告するものとしている。
第2主題
第1主題がピアノのオクターヴ・ユニゾンの響きで戻ってくると、二つの主題は結合し、対位法的に展開される。
コーダに入ると、テンポが速められて弦のトレモロが奔流のように打ち寄せる。輝かしい高まりを見せてから静まり、再び元のテンポに落ち着くと、第1主題の回想に導かれて歓びに包まれた終曲となる。